# Myiarchus panamensis
Caça-moscas-panamense ou maria-cavaleira-panamense (Myiarchus panamensis) é uma espécie de ave da família Tyrannidae.
Pode ser encontrada nos seguintes países: Colômbia, Costa Rica, Panamá e Venezuela.
Os seus habitats naturais são: florestas secas tropicais ou subtropicais , florestas subtropicais ou tropicais húmidas de baixa altitude, florestas de mangal tropicais ou subtropicais, matagal árido tropical ou subtropical e florestas secundárias altamente degradadas.